# Lai (Insel)
Lai ist eine kleine, indonesische Insel im Timorarchipel (Kleine Sundainseln). Sie gehört zum Kabupaten (Regierungsbezirk) Rote Ndao in der Provinz Ost-Nusa Tenggara.
Lai liegt direkt vor der Südküste der Insel Roti und ist unbewohnt.